# 夜の河
『夜の河』（よるのかわ）は、1952年に『文學界』12月号に発表された澤野久雄の小説。澤野の作品としては3度目の芥川賞候補となるが落選した。しかし1956年に山本富士子主演で映画化され、代表作となった。また1961年と1963年・1972年にはテレビドラマ化もされた。

## あらすじ
京染屋の長女として産まれた舟木きわ（山本富士子）は、伝統的な京染の世界においてロウケツ染で新境地を見出し、女ながらに次々と新商品を開拓。東京のファッションショーに出品するなどし、評判を博していた。ある日きわは、製作の参考にと訪れた奈良で大阪大学教授・竹村（上原謙）と出会い、一途な恋に落ちていく。

## 映画
カラー作品。1956年度キネマ旬報ベストテンの第2位に選ばれた。

### キャスト
- 舟木きわ：山本富士子
- 竹村幸雄：上原謙
- 舟木美代：小野道子
- 竹村あつ子：市川和子
- 岡本五郎：川崎敬三
- せつ子：阿井美千子
- 早坂：舟木洋一
- 桜屋：星ひかる
- 篠田：山茶花究
- 舟木清吉：夏目俊二
- 舟木由次郎：東野英治郎
- 近江屋：小沢栄
- 舟木みつ：橘公子
- 大沢はつ子：大美輝子
- 開陽亭女主人：若杉曜子
- やす：万代峰子
- 奥さん：朝雲照代
- えり春：天野一郎
- 寛治：伊達三郎
- 利雄：高倉一郎
- 唐招提寺の婆さん：小松みどり

### 受賞
- 第30回キネマ旬報ベスト・テン 日本映画ベスト・テン第2位
- 第11回毎日映画コンクール
  - 男優助演賞（東野英治郎） ※『あやに愛しき』『夕やけ雲』と合わせての受賞
  - 録音賞（海原幸夫）

## テレビドラマ

### 1961年
1961年7月22日から同年8月5日までフジテレビで放送。「前編」「中編」「後編」の3回に分けて放送された。放送時間は土曜13:30 - 14:00（JST）。

#### キャスト
- 杉田弘子
- 細川俊夫
- 千野赫子
- 万代峯子
- 内田朝雄

### 1963年
1963年12月23日に毎日放送制作・NET（現：テレビ朝日）の『ポーラ名作劇場』で放送。

#### キャスト
- 朝丘雪路
- 芦田伸介
- 大矢市次郎
- 高田敏江
- 北原しげみ
- 小松方正

#### スタッフ
- 脚本：吉田みき
- 制作：毎日放送

| NET ポーラ名作劇場 | NET ポーラ名作劇場  | NET ポーラ名作劇場 |
| 前番組             | 番組名              | 次番組             |
| ------------------ | ------------------- | ------------------ |
| 女医               | 夜の河 （1963年版） | 仮縫               |

### 1972年
1972年1月3日から7日まで全5回のNHK銀河ドラマとして放送された。1956年の映画版に主演した山本富士子が再び主演している。

#### キャスト
- 山本富士子
- 鳳八千代
- 二谷英明
- 片岡仁左衛門

#### スタッフ
- 脚本：津上忠